# たるとミックス!
『たるとミックス!』は神崎りゅう子の4コマ漫画。芳文社の雑誌『まんがタイムきららキャラット』で創刊号から2005年4月号にかけて、『まんがタイムきらら』で2003年12月号から2004年9月号にかけて連載されていた。

## あらすじ
北条たるとと北条りぼんは悪魔払いを職業としている兄妹。しかし、まだ悪魔払いの能力が未熟であるため、悪魔払いの際には身体を入れ替える必要があった。それを続けていたある日、勝手に身体が入れ替わるようになってしまった。

## 登場人物
北条たると
双子の兄。霊を攻撃することは出来るが見ることが出来ない。勝手に身体が入れ替わるようになってからは男に好意を抱くことが多くなり、「自分がゲイになったのではないか」という自己嫌悪に陥る。
北条りぼん
双子の妹。霊を見ることは出来るが攻撃する力は無い。極度のブラザーコンプレックス。

## 書誌情報
まんがタイムKRコミックスより全2巻
1. 第1巻（2005年2月発売）ISBN 978-4-8322-7529-4
2. 第2巻（2005年11月発売）ISBN 978-4-8322-7554-6

### 繁体字中国語
尚禾文化より全2巻
1. 第1巻（2006/6/19発売） EANコード 4711436563743
2. 第2巻（2006/6/19発売） EANコード 4711436563750